# Passing Strangers
"Passing Strangers" är det brittiska bandet Ultravox's andra singel från deras första album, Vienna, med Midge Ure som sångare. Den nådde en femtiosjunde (57) placering på englandslistan.

## Låtlista

### 7" versionen
1. "Passing Strangers" - 03:48
2. "Face To Face (Live)" - 06:04

### 12" versionen
1. "Passing Strangers" - 03:48
2. "King's Lead Hat (Live)" - 04:06